# سامانه تلفنی همراه پیشرفته
CBسامانه تلفنی همراه پیشرفته (با سیستم    اشتباه نشود) یکی از روش‌های ارتباطات رادیویی در نسل۰ بود، به طور اصلی در سیستم‌های رادیویی قابل حمل ژاپنی استفاده می‌شد. آن، شبیه جانشین خود یعنی He MTS است، که در باند 900MHz اجرا می‌شد.